# Nelabrichthys
Nelabrichthys és un gènere de peixos de la família dels làbrids i de l'ordre dels perciformes.

## Taxonomia
- Nelabrichthys ornatus (Carmichael, 1819)[2][3]